# Episodi de La signora del West (seconda stagione)
La seconda stagione della serie televisiva statunitense La signora del West è stata trasmessa negli Stati Uniti dal 25 settembre 1993 al 21 maggio 1994. Da Luglio 2020, nella trasmissione su Rai Premium, il telefilm ha come titolo "Dr. QUINN".
| nº | Titolo originale               | Titolo italiano                     | Prima TV USA      | Prima TV Italia |
| -- | ------------------------------ | ----------------------------------- | ----------------- | --------------- |
| 1  | The Race                       | La corsa                            | 25 settembre 1993 |                 |
| 2  | Sanctuary                      | Rifugio                             | 2 ottobre 1993    |                 |
| 3  | Halloween                      | Halloween                           | 30 ottobre 1993   |                 |
| 4  | The Incident                   | L'incidente                         | 6 novembre 1993   |                 |
| 5  | Saving Souls                   | Anime da salvare                    | 13 novembre 1993  |                 |
| 6  | Where the Heart Is: Part 1     | Un posto nel cuore (prima parte)    | 20 novembre 1993  |                 |
| 7  | Where the Heart Is: Part 2     | Un posto nel cuore (seconda parte)  | 20 novembre 1993  |                 |
| 8  | Giving Thanks                  | Il Ringraziamento                   | 27 novembre 1993  |                 |
| 9  | Best Friends                   | Amiche                              | 4 dicembre 1993   |                 |
| 10 | Sully's Choice                 | Caccia all'uomo                     | 11 dicembre 1993  |                 |
| 11 | Mike's Dream: A Christmas Tale | Il sogno di Natale                  | 18 dicembre 1993  |                 |
| 12 | Crossing the Line              | Il picchetto                        | 1º gennaio 1994   |                 |
| 13 | The Offering                   | L'offerta                           | 8 gennaio 1994    |                 |
| 14 | The Circus                     | Il circo                            | 15 gennaio 1994   |                 |
| 15 | Another Woman                  | L'altra                             | 22 gennaio 1994   |                 |
| 16 | Orphan Train                   | Gli orfani                          | 29 gennaio 1994   |                 |
| 17 | Buffalo Soldiers               | La truppa dei bisonti               | 5 febbraio 1994   |                 |
| 18 | Luck of the Draw               | La mano fortunata                   | 5 marzo 1994      |                 |
| 19 | Life and Death                 | Ferite di guerra                    | 12 marzo 1994     |                 |
| 20 | The First Circle               | Il cerchio                          | 26 marzo 1994     |                 |
| 21 | Just One Lullaby               | La maestra                          | 9 aprile 1994     |                 |
| 22 | The Abduction: Part 1          | Rapimento (prima parte)             | 30 aprile 1994    |                 |
| 23 | The Abduction: Part 2          | Rapimento (seconda parte)           | 30 aprile 1994    |                 |
| 24 | The Campaign                   | Il sindaco                          | 7 maggio 1994     |                 |
| 25 | The Man in the Moon            | L'uomo della luna                   | 14 maggio 1994    |                 |
| 26 | Return Engagement: Part 1      | L'ombra del passato (prima parte)   | 21 maggio 1994    |                 |
| 27 | Return Engagement: Part 2      | L'ombra del passato (seconda parte) | 21 maggio 1994    |                 |

## La corsa
- Titolo originale: The Race
- Diretto da: Chuck Bowman
- Scritto da: Sara Davidson

### Trama
Il Dr. Mike riceve in dono un cavallo da Passero della Neve, la moglie di Nube che Corre, che vuole ringraziarla dell'aiuto che Mike dà sempre agli indiani.  Una volta scoperto quanto la cavalla è veloce, cerca di entrare nella gara a cavallo. Quando le viene proibito, dicendo che la gara è riservata ai soli uomini, Michaela decide di dare una lezione agli uomini della città, partecipando alla corsa travestita da uomo e promettendo a Matthew il premio in denaro per comprare la casa per lui e Ingrid. Nel frattempo, un dottore sciovinista, il dott. Cassidy, ignora i consigli del dottor Mike quando il suo fantino prende un calcio alla testa dal suo cavallo. Il ragazzo ha una commozione cerebrale e Michaela si offre di operarlo, ma dott. Cassidy decide di fargli affrontare un lungo viaggio fino a Denver, durante il quale il cowboy muore. Henk sostituisce il fantino nella gara, ma è il dottor Mike a vincerla. Quando si toglie la maschera e rivela chi è in realtà, i giurati le tolgono il primo premio. Michaela però è contenta perché ha dimostrato che le donne valgono quanto gli uomini, soprattutto a chi l'ha trattata con tanta sufficienza poiché è un medico donna.

## Rifugio
- Titolo originale: Sanctuary
- Diretto da: Daniel Attias
- Scritto da: Josef Anderson

### Trama
La cognata di Loren, Dorothy, cerca un rifugio dal marito, alcolizzato e manesco, così arriva in città. Loren esita a tenerla con sé, perché le aveva chiesto di sposarla prima di chiederlo a sua sorella, Maude, e prova ancora dei sentimenti nei suoi confronti. Ben presto il marito torna a cercarla pentito e la donna lo perdona. Poco tempo dopo, Dorothy torna a Colorado Springs e manifesta nuovamente segni di percosse e violenze. Michaela è contenta che abbia deciso di lasciare definitivamente il marito Marcus e le due diventano complici.
Nel frattempo Nube Che Corre è alle prese con l'ira di Passero della Neve: la donna lo vuole lasciare perché lui è costretto a sposare la moglie del fratello, rimasta vedova. Nube che Corre non vorrebbe farlo, ma l'unico pretendente disponibile ha timore nel farsi avanti perché teme di offendere un potente membro della tribù. Sarà solo con l'aiuto di Sully che il giovane deciderà di dichiararsi.
Intanto Marcus viene trovato morto e la colpa ricade su Dorothy, che confessa di essersi solo difesa con una padella ma di non averlo ucciso. La donna viene arrestata, processata e condannata all'ergastolo, ma Michaela decide di effettuare l'autopsia sul cadavere. In questo modo accerta che la causa della morte è un'ulcera perforata dall'alcolismo, e non il colpo ricevuto.
Dorothy viene scarcerata e tutte le donne della città applaudono alla sua liberazione.

## Halloween
- Titolo originale: Halloween
- Diretto da: Chuck Bowman
- Scritto da: Toni Graphia

### Trama
Sully vuole ampliare la casa per Michaela e i ragazzi, ma il dottor Mike non è d'accordo perché la sente proprietà di Abigail, la moglie di Sully morta anni prima di parto. Inizia anche a vedere il suo fantasma, chiaramente contrariato della sua presenza in quella che ritiene essere la sua casa, e le due donne avranno più di un confronto. Abigail le chiede più volte di farsi da parte e di lasciare l'abitazione, finché Michaela riesce ad addolcirla quando fa costruire da Sully quello che doveva essere un cavallo a dondolo per sua figlia e che non era mai stato ultimato. Abigail s'intenerisce e porta via con sé il giocattolo senza più ricomparire. Finalmente rasserenata, Michaela accetta che Sully faccia gli ingrandimenti previsti.
Intanto, dopo aver sentito racconti sulle streghe, Brian è convinto che Dorothy sia una strega. Alla donna dai capelli rossi, infatti, piacciono i gatti neri, si scansa quando Brian cerca di bagnarla con l'acqua e si veste spesso di nero. In realtà Dorothy sta cercando di essere carina con il bambino perché vuole preparargli il costume per la festa di Halloween. Dopo averle giocato un brutto tiro con i suoi amici, Brian si scusa e le confessa che gli manca molto la sua vera mamma.
In città un uomo continua a svenire in diversi punti del paese, al punto da sembrare morto. Tuttavia, ogni volta che viene chiamato il dottor Mike, scompare misteriosamente. Jake, Loren, Hank, Grace e Matthew rimangono di stucco quando lo vedono mascherato da cavaliere senza testa alla festa di Halloween. Michaela, però, scopre che si tratta semplicemente di attacchi di narcolessia e così il mistero è svelato.

## L'incidente
- Titolo originale: The Incident
- Diretto da: Chuck Bowman
- Scritto da: Sara Davidson

### Trama
Durante una battuta di caccia, Jake uccide accidentalmente Piccola Aquila, uno Cheyenne, e Horace viene colpito da una freccia. Jake, Loren e Horace decidono di mentire riguardo all'incidente, sostenendo che sono stati gli indiani a tendere un'imboscata e che loro hanno sparato per difendersi. Michaela, conoscendo l'onestà di Horace, crede alla loro versione e non ascolta Sully che le racconta la verità basandosi sulla versione degli indiani, visto che si fida ciecamente di Nube che corre e lui stesso era presente.
Tutte le menzogne portano a una serie di ritorsioni da parte degli indiani, che vorrebbero che qualcuno paghi per il crimine commesso. Quando in città nessuno ammette la verità, gli cheyenne decidono di rapire Jake e processarlo. Sully riesce a convincerlo a confessare e scopre che si è trattato di un incidente, così lo difende davanti al consiglio degli indiani arrivando persino a scontrarsi con Nube che Corre lottando con lui. Quando finalmente Horace ammette la verità, lui, il Dr. Mike e Matthew raggiungono la riserva e assistono al processo.
In città vorrebbero chiamare l'esercito, ma Colleen e Brian tagliano i fili del telegrafo per impedirlo.
Grazie a Sully, Jake viene lasciato libero ma dovrà risarcire la famiglia di Piccola Aquila con cavalli, viveri e doni, cominciando da ciò che porta addosso (un orologio da taschino in argento più l'anello donatogli dal padre) e dal proprio cavallo.

## Anime da salvare
- Titolo originale: Saving Souls
- Diretto da: James Keach
- Scritto da: Toni Perling

### Trama
L'evangelista Sorella Ruth arriva in città e tiene una manifestazione durante la quale sostiene di poter curare i malati con la forza del Signore. Il dr. Quinn e Sorella Ruth si affrontano in merito ai propri metodi di cura e anche il reverendo è molto scettico sul suo modo di agire. Intanto la tubercolosi di Kid Cole, tornato in città con un prigioniero, peggiora. Gli si avvicina Sorella Ruth, che cerca di convincerlo a trovare la fede. Robert E. e Grace si vogliono sposare e chiedono a Sully e Michaela di far loro da testimoni, ma il reverendo non vuole concedere loro di sposarsi nella chiesa di città, riservata ai matrimoni fra bianchi. Disperati, accettano la proposta di Sorella Ruth di celebrare le nozze. Quando i fratelli del prigioniero vengono a cercarlo in città, Cole si trova solo contro due e inizia a stare peggio. Michaela riesce a operarlo, anche spinta da Sorella Ruth, a cui chiede di pregare per lei. Cole sta meglio, riesce ad arrestare i due ladri e decide di lasciare libero il ragazzo catturato, che aveva l'unica colpa di essersi trovato a fare il palo durante il furto. Mentre Kid Cole e Sorella Ruth iniziano una relazione, il reverendo capisce che la Bibbia insegna ad amare il prossimo senza distinzioni di razza, così decide di sposare Robert E. e Grace in chiesa.
● Guest Star: Johnny Cash (Kid Cole), June Carter Cash (Sorella Ruth)   

## Un posto nel cuore (prima parte)
- Titolo originale: Where the Heart Is: Part 1
- Diretto da: Chuck Bowman
- Scritto da: Beth Sullivan (Creatore)

### Trama
Il dr. Mike viene convocato a Boston quando sua madre si ammala. La famiglia va al completo per darle supporto morale. Lì conosce William Burke, un dottore gentile e attraente che rimane subito affascinato dalla collega. Michaela aiuta William a guarire sua madre da una brutta epatite, grazie all'utilizzo di un infuso cheyenne. Su spinta del dottore, Michaela si fa telegrafare gli appunti in merito all'infuso da Sully, che dal canto suo soffre per la mancanza del Dr. Mike e dei ragazzi e confida a Nube che Corre di sognare spesso di essere a Boston.
Mentre Michaela si lascia prendere dalle gioie della vita mondana (così come Colleen e Brian), Matthew non è felice di trovarsi ancora a Boston dopo un mese. Dato che la nonna sta meglio, vorrebbe tornare a casa e raggiungere Ingrid. Sully decide di andare a Boston e raggiunge la famiglia Quinn.

## Un posto nel cuore (seconda parte)
- Titolo originale: Where the Heart Is: Part 2
- Diretto da: Chuck Bowman
- Scritto da: Beth Sullivan (Creatore)

### Trama
Sully cerca di vincere il cuore di Michaela, contendendoselo con William. Con l'aiuto dei ragazzi e qualche consiglio da parte della Signora Quinn, Sully esce con Michaela e la porta all'Opera e a ballare. Nonostante ciò, lei sembra sempre più intrigata da William, che l'accompagna anche a una conferenza durante la quale illustra le sue teorie sull'infuso cheyenne e riscuote successo. Il dottore l'ammira al punto da chiederle di sposarlo e lei prende tempo. Sully, che ha sentito la proposta di William, chiede a Michaela se è innamorata di lui e lei lo scaccia, sostenendo che non sono affari suoi. Convinto che non ci sia altro da dire, Sully decide di ripartire per il Colorado. Quando Michaela lo viene a sapere, corre alla stazione e lo cerca, chiedendogli come mai abbia fatto tanta strada se ora ha deciso di andarsene. Finalmente Sully le rivela di essere innamorato di lei.
Confusa, Michaela si confronta con sua madre, che preferirebbe che lei rimanesse a Boston e sposasse William. Tuttavia, Michaela ha capito di non amare il medico e gli dice addio ringraziandolo per tutto ciò che ha fatto. Salutata la famiglia, il Dr. Mike e i ragazzi tornano a Colorado Springs e quando arrivano con la diligenza, tutto il paese è pronto ad accogliere festosamente il loro ritorno. In mezzo a tutta la gente, Michaela cerca Sully e quando lo vede gli corre incontro, confessandogli che anche lei lo ama.

## Il Ringraziamento
- Titolo originale: Giving Thanks
- Diretto da: Michele Lee
- Scritto da: Toni Perling

### Trama
Sully corteggia ufficialmente Michaela. Lei gli spiega che dovrebbero trascorrere più tempo da soli per parlare e capire se hanno veramente abbastanza cose in comune. Ciò li porta a scoprire di avere opinioni diverse riguardo ad alcuni argomenti.
In città la siccità minaccia di rovinare il Ringraziamento: non c'è più acqua e di conseguenza il cibo è pochissimo e la gente è molto preoccupata. Hank decide di andarsene e porta Myra con sé senza tener conto del suo legame con Horace, che rimane sconvolto per la sua partenza.
Michaela vorrebbe che gli indiani aiutassero i cittadini spiegando loro come coltivare certi frutti senza biosgno dell'acqua, ma la popolazione reagisce come sempre: odio e razzismo bloccano ogni forma di comunicazione. Quando ci prova una seconda volta senza successo, Sully vorrebbe farle capire che non può cambiare le persone e convincerle a pensare a modo suo. I due litigano e si rendono conto di essere in divergenza su molti argomenti. Anche Robert E. vorrebbe andarsene dalla città, ma Grace dice di non poterlo fare perché a Colorado Springs ha trovato un posto in cui è accettata nonostante sia una donna di colore.
Più tardi, Michaela si arrabbia con Sully perché non si presenta in tempo quando un fulmine fa incendiare il granaio; nonostante l'aiuto di Matthew sia provvidenziale per salvare la casa e i ragazzi, lei gli dice che non può contare su di lui.
Loren e Jake rubano dell'acqua contaminata dalla riserva indiana e la fanno acquistare ai cittadini, convinti che Nube che Corre menta quando spiega che l'acqua è cattiva. il risultato è un'epidemia di dissenteria nella città. Michaela riesce a curare tutti e raggiunge Sully nel bosco per scusarsi di ciò che gli ha detto; i due ammettono di avere solo  paura per l'inizio del loro rapporto. Poi Sully accompagna Michaela a vedere un tramonto nel posto in cui è solito andare a riflettere, confessandole di non averci mai portato nemmeno Abigail.
Il giorno del ringraziamento gli indiani e Sully portano viveri ai cittadini di Colorado Springs che, a denti stretti, accettano la loro presenza e i loro doni. Anche Hank torna in città insieme alle sue donne. Durante il pranzo finalmente inizia a piovere e tutti gioiscono per la fine della siccità.

## Amiche
- Titolo originale: Best Friends
- Diretto da: James Keach
- Scritto da: Sara Davidson

### Trama
In città è il momento del Ballo degli Innamorati e Michaela vorrebbe parteciparvi; così Sully la invita ufficialmente, nonostante non sappia ballare. Per ovviare a questo problema, il Dr. Mike cerca di insegnargli i balli più comuni, ma presto ciò diventa fonte di un litigio fra i due: Sully vorrebbe che Michaela fosse più spontanea nel loro rapporto, mentre lei vorrebbe che lui cambiasse il suo modo di comportarsi.
Intanto Dorothy ha i sintomi della gravidanza, ma Michaela scopre che sta entrando in menopausa; le due donne si confidano i reciproci timori e diventano amiche: Michaela le confessa di essere restia ai contatti con Sully perché in realtà non è mai stata con un uomo prima di lui.
Intanto Colleen ha dei problemi con la sua migliore amica Becky: entrambe sono affascinate dallo stesso ragazzo, Richard, e si ritrovano a litigare per causa sua quando Colleen lo bacia e comincia a frequentarlo. Non appena si rende conto di aver perso l'amicizia di Becky, però, lo lascia. Entrambe si rendono conto che il loro affetto è più importante di qualsiasi ragazzo.
Alcune circostanze evidenti portano Michaela a credere che Sully e Dorothy si vedano di nascosto per degli incontri romantici. Quando li scopre a ridere dopo essere stati insieme in camera di lei, il Dr. Mike reagisce male. Tuttavia non ha tempo per approfondire, perché Dorothy comincia a stare male: ha un'emorragia e Michaela l'avverte che potrebbe rivelarsi necessaria un'isterectomia. Nonostante questa minaccia, Michaela riesce a curarla senza sottoporla all'intervento e poi rivela sia a lei sia a Sully i suoi dubbi sui loro incontri. Lui le dice che dovrebbe fidarsi e Dorothy la rassicura sostenendo che nel cuore di Sully c'è posto solo per lei.
Durante il ballo, Sully raggiunge Michaela e l'accompagna durante il suo ballo preferito, spiegandole che si vedeva con Dorothy per prendere lezioni di danza. Allora lei gli confessa che era veramente gelosa, poi riesce finalmente a lasciarsi andare a un lungo e appassionato bacio.

## Caccia all'uomo
- Titolo originale: Sully's Choice
- Diretto da: Chuck Bowman
- Scritto da: Josef Anderson, Toni Graphia, Toni Perling

### Trama
Michaela deve lasciare la città per andare a curare un'epidemia di influenza, così lascia Sully a casa con i ragazzi. Intanto gli indiani sono in fermento: i cani sciolti vorrebbero degli accampamenti della ferrovia, così Sully chiede a Nube che Corre di cercare di tenerli calmi, visto che l'esercito è in città.
Nonostante sia difficile prendersi cura di Colleen e Brian, Sully riesce a fare del suo meglio e porta il bambino a fare una gita in una caverna che conosce solo lui.
Più tardi i due si ritrovano in un'imboscata degli indiani: dopo aver messo il bambino al sicuro, Sully cerca di fermare i guerrieri proprio mentre sopraggiunge l'esercito, così finisce per prendersi una pallottola nella schiena. Brian corre a cercare aiuto e, insieme a Matthew e Robert E., riescono a trovare Sully, gravemente ferito. In città, intanto, è stata messa una taglia sulla testa di Sully: Jake e Hank iniziano a cercarlo, ingolositi dai 200 dollari di premio a chi lo consegnerà all'esercito "vivo o morto". Anche il Reverendo e Grace aiutano i ragazzi a nascondere Sully nella caverna segreta, dove Colleen si ritrova a dovergli togliere il proiettile. Intanto Jake e Hank seguono rispettivamente Matthew e il Reverendo, scoprendo così dove è nascosto Sully. Colleen implora Jake di aiutarla, ricordandogli che Sully gli ha salvato la vita quando era stato catturato dagli indiani.
I due rimuovono la pallottola dalla schiena di Sully, che si riprende e decide di costituirsi per salvare il suo onore. Fa un lungo discorso ai cittadini di Colorado Springs, spiegando che stava cercando di fermare gli indiani, non di aiutarli. Conquistata la loro fiducia, tutti si mettono dalla sua parte quando i soldati arrivano in città: Dorothy e gli altri, Hank incluso, lo difendono, sostenendo che Sully era in città al momento dell'assalto. Poi la giornalista minaccia di scrivere un articolo in cui spiegherà come mai hanno sparato alla schiena a un uomo disarmato, così i soldati decidono di lasciare perdere e se ne vanno.
A fine episodio Michaela ritorna.

## Il sogno di Natale
- Titolo originale: Mike's Dream: A Christmas Tale
- Diretto da: Chuck Bowman
- Scritto da: Beth Sullivan (Creatore)

### Trama
È la vigilia di Natale e Michaela perde un paziente per un infarto che non riesce a prevenire. I ragazzi sono presi dal Natale e sono dispiaciuti che il regalo che hanno preso alla madre non sia arrivato in tempo da Boston, così cercano di prendere tempo.
Quando stanno andando alla messa natalizia, Michaela viene chiamata da Robert E. che la porta ad assistere una giovane donna in procinto di partorire. Lei e il marito sono in fuga perché le rispettive famiglie non volevano che si sposassero e ora devono rimanere nascosti. In questo l'aiuta Sully, che si cura dei ragazzi mentre lei assiste la partoriente.
Intanto i sensi di colpa di Michaela affiorano al punto da risvegliare in lei dei dubbi sulla sua professione. Durante la notte, le fa visita il fantasma di Charlotte Cooper, la madre dei ragazzi. La donna le dà la possibilità di vivere dei natali passati, presenti e futuri, proprio come nel racconto di Dickens che Michaela è solita leggere ogni Natale.
Michaela rivive il suo passato, in cui studiava medicina e passava interi natali sui libri o all'ospedale; poi vede il presente e si rende conto di cosa pensino gli abitanti della città di lei. Infine fa visita al futuro, dove vede i suoi ragazzi meravigliosamente cresciuti e all'apice del successo. Michaela deve scegliere se continuare a vivere la sua vita così com'è o se cambiarla, ma alla fine capisce che quella che ha, con Sully e i ragazzi, è esattamente quella che ha sempre desiderato. Insieme a loro e ai cittadini, intona i canti e si reca a festeggiare il Natale.

## Il picchetto
- Titolo originale: Crossing the line
- Diretto da: Chuck Bowman
- Scritto da: Josef Anderson

### Trama
Matthew inizia a lavorare in una miniera controllata dal Signor Stone; i minatori sono in sciopero e l'uomo sta cercando dei nuovi lavoratori. Michaela non è d'accordo, ma Matthew vuole guadagnare di più per potersi sposare al più presto con Ingrid. Anche Sully cerca di distoglierlo dal suo progetto, confessandogli che una volta è rimasto intrappolato dopo un crollo in una miniera in cui lavorava.
Le motivazioni del picchetto si manifestano fin troppo presto: a causa dei pochi soldi spesi per delle modifiche strutturali necessarie per la sicurezza, durante un turno di lavoro Matthew e John, il fratello di Ingrid, rimangono sepolti dopo un crollo.
Tutta la città si dà da fare per tirare fuori i minatori coinvolti, ma nessuno ha il coraggio di entrare a cercare Matthew, che non è riuscito a scappare. Così Michaela e Sully si addentrano nella miniera e vanno a cercarlo. John viene tratto in salvo da Robert E. e Horace, mentre la coppia trova Matthew bloccato sotto un masso che non gli permette di muoversi.
Mentre Matthew manifesta a Michaela tutto il bene che le vuole chiamandola "mamma" come non è solito fare, Sully riesce a liberarlo facendo esplodere una carica in una fenditura della roccia. Il ragazzo viene trascinato fuori poco prima che crolli tutto e i cittadini di Colorado Springs decidono di non avere più niente a che fare con la miniera e col Signor Stone.

## L'offerta
- Titolo originale: The Offering
- Diretto da: James Keach
- Scritto da: Toni Perling

### Trama
Per cercare di tenere buoni gli Cheyenne dopo che l'esercito prende loro altra terra, vengono offerti cibo e coperte per l'inverno. Nube Che Corre non vorrebbe accettare, ma Michaela persuade Pentola Nera di non inimicarsi l'esercito e di prendere i doni elargiti. Il capo indiano, come sempre, l'ascolta e le dà ragione.
Tuttavia Michaela nota che un soldato ha i sintomi del tifo, ma non riesce a persuadere il Colonnello Egan a farglielo curare. Ben presto anche nella tribù iniziano a presentarsi dei casi di tifo, così Michaela corre a curare gli indiani insieme a Sully. I due non impiegano molto a capire che sono proprio le coperte fornite agli Cheyenne a essere infettate dal tifo. Sully è convinto che sia stato Egan a usare questo stratagemma per liberarsi definitivamente degli indiani.
Mentre i due rimangono bloccati nella riserva, circondata da soldati con l'ordine di sparare a vista, in paese anche Matthew si ammala di tifo, essendo rimasto contagiato da una coperta che ha portato in dono a Ingrid. Lui e i fratelli vengono chiusi nella clinica del Dr. Mike insieme a Horace, dato che Jake e gli altri sono convinti che potrebbero essere tutti contagiosi.
Alla riserva ci sono decine di morti, fra i quali anche la fidanzata del figlio di Nube Che Corre, deluso da Michaela e in collera per avere ascoltato i suoi consigli. I due litigano anche quando la donna suggerisce di bruciare i cadaveri dei morti per evitare il contagio. Intanto lei e Sully usano Lupo, il cane, per comunicare con i bambini in paese. Quando Michaela scopre che anche Matthew è stato contagiato, trova un modo per fuggire dalla riserva e tornare in città. Tuttavia Colleen, in sua assenza, si è occupata egregiamente di Matthew e gli ha salvato la vita.
Quando il Dr. Mike e Sully vanno a confrontarsi con Egan, scoprono che nemmeno lui sapeva niente: anche lui è stato contagiato dal tifo e sta per morire.
- Curiosità:

Questo episodio è stato girato prima rispetto all'ordine di messa in onda. Osservando i tagli di capelli dei ragazzi si nota chiaramente che Matthew li ha ancora lunghi, come prima di andare a Boston. Ciò porta confusione nella trama, visto che Michaela e Sully dovrebbero ormai essere in confidenza e invece sono ancora formali l'uno con l'altra dandosi del lei come all'inizio della loro amicizia.

## Il circo
- Titolo originale: The Circus
- Diretto da: Lorraine Senna
- Scritto da: Jeanne C. Davis

### Trama
Heart e la figlia Atlantis portano il circo a Colorado Springs. Tuttavia, avendo già mandato tutti gli artisti altrove, le due donne coinvolgono tutti i cittadini nello spettacolo. Jake fa da presentatore, Loren e Brian sono due clown, Matthew e Colleen si cimentano nella camminata sulla corda, Dorothy e il Reverendo fanno un numero di magia, mentre Michaela e Sully diventano due trapezisti.
Atlantis è nata con le mani palmate; il Dr. Mike vorrebbe operarla per curarle questo problema, ma si confronta con la mentalità di Heart, convinta che i difetti siano un modo divino di manifestare la diversità delle persone. La ragazza si invaghisce di Matthew e quando scopre che sta con Ingrid rimane talmente sconvolta da tagliarsi con un coltello una delle mani. Solo quando la madre capisce il dolore della figlia acconsente all'operazione. Michaela riesce a curare Atlantis e nel frattempo è alle prese con il trapezio. Insieme a Sully, dà vita a un numero spettacolare e vengono applauditi da tutta la cittadinanza. Anche Colleen scopre qualcosa di più su se stessa e impara ad affrontare le proprie paure, rendendosi conto che sarà fondamentale se vorrà fare il medico come sua madre.

## L'altra
- Titolo originale: Another Woman
- Diretto da: Chuck Bowman
- Scritto da: Toni Graphia

### Trama
L'esercito massacra una tribù di Cani Sciolti e salva una ragazza bianca cresciuta con loro. Michaela la prende subito sotto la sua ala protettiva, ma i cittadini l'allontanano perché è stata cresciuta dai selvaggi. Intanto Sully inizia a provare affetto per la ragazza che, prima di diventare Cervo che Trema, si chiamava Catherine ed era nata vicina all'oceano. Con queste informazioni, Michaela fa scrivere un articolo a Dorothy e lo telegrafa per cercare la vera famiglia di Catherine.
Intanto Jake manifesta la sua attrazione per Dorothy e la invita a cena, ma lei rimane sconvolta dal suo modo di comportarsi con Catherine e gli fa capire che il suo modo di vedere il mondo è sbagliato. Jake le rivela di essere cresciuto praticamente da solo, con la madre che l'ha abbandonato da piccolo e il padre che è sparito pochi anni dopo.
Sully è talmente preso da Catherine che, in un momento di confidenza, le fa capire che loro due sono davvero uguali. Poi, sotto gli occhi di Brian, non si tira indietro quando la ragazza lo bacia. Il bambino gli rivela di averlo visto e gli dice che non avrebbe dovuto farlo.
Quando la famiglia di Catherine risponde via telegrafo e le chiede di andare subito a casa per rivedersi dopo anni, la ragazza rivela a Michaela che vorrebbe rimanere a Colorado Springs per stare con Sully, che le ha anche donato una sua collana. Anche Brian le rivela che i due si sono baciati e lei, delusa e ferita, lo affronta e gli chiede se lei sia veramente l'unica donna che abbia amato dopo la morte di sua moglie.
Intanto Loren è geloso che Jake frequenti Dorothy e cerca di proteggerla perché questo potrebbe essere sconveniente per una vedova come lei, che porta ancora la fede. Dorothy si convince a toglierla e poi gli fa capire che accetterà inviti anche da parte sua, se le proporrà di uscire.
Sully riesce a confessare a Catherine che ama Michaela, ma nonostante la ragazza parta fra i due si è creato un muro. Lei gli chiede del tempo per potersi riprendere da questa ferita e potersi fidare di nuovo di lui.

## Gli orfani
- Titolo originale: Orphan Train
- Diretto da: Jerry London
- Scritto da: Toni Graphia

### Trama
Un gruppo di orfanelli arriva in città e il Reverendo decide di occuparsene insieme a Michaela. I due vorrebbero trovare una casa a ognuno di loro, ma nessuno a Colorado Springs sembra volerli. Così il Dr. Mike decide di tenerli in casa con sé finché non arriveranno delle famiglie volenterose.
Intanto una delle ragazze, Jennifer, viene adocchiata da Hank, che le propone di andare a lavorare al saloon. Myra non vorrebbe che lei fosse coinvolta in una vita così terribile e cerca di dissuaderla dal firmare un contratto con Hank. Tuttavia lui le confessa che se Jennifer dovesse accettare, allora la lascerebbe libera.
Il Reverendo inizia a provare attrazione per Michaela e le chiede di sposarlo per dare una casa a tutti i bambini; arriva persino a baciarla, sotto gli occhi di Sully e Matthew. Brian e Colleen non sopportano più la presenza dei bambini in casa e sono delusi dal Dr. Mike, preoccupati che lei non li ami più come prima. Così Matthew parla con Michaela e le fa capire che si sta dedicando solo agli orfanelli e non si rende conto di stare perdendo l'affetto dei suoi fratelli.
Anche Sully affronta Michaela e le chiede se ami il Reverendo e se lo voglia sposare; lei risponde che ci sta pensando, visto che è l'unico che le ha fatto quella proposta.
Myra convince Jennifer a non andare a lavorare per Hank, rimarrà lei al suo posto al saloon. Hank è convinto che la donna lo faccia perché lo ama, ma Myra difende il suo onore e gli fa capire una volta per tutte che lei ama Horace e appartiene solo a lui.
Alla fine, il Dr.Mike si rende conto di non poter tenere gli orfanelli: rinuncia alla proposta del Reverendo e fa pace con i ragazzi e con Sully.
- Curiosità:

Questo episodio è stato girato prima rispetto all'ordine di messa in onda. Osservando i tagli di capelli dei ragazzi si nota chiaramente che Matthew li ha ancora lunghi, come prima di andare a Boston. Ciò porta confusione nella trama, visto che Michaela e Sully dovrebbero ormai stare insieme e invece discutono di avvenimenti che sono successi molto prima che si dichiarassero di amarsi e che si lasciassero a causa di Catherine.

## La truppa dei bisonti
- Titolo originale: Buffalo Soldiers
- Diretto da: James Keach
- Scritto da: Kevin Arkadie

### Trama
Dei soldati di colore soprannominati "Buffalo Soldiers" vengono inviati dall'esercito a combattere gli indiani cani sciolti. Sono capitanati da Arthur Tyrrell, un uomo bianco, e dal suo secondo, il Sergente Zachary Carver, un uomo di colore con un forte legame nei confronti dell'esercito. Sully e Michaela sono preoccupati per la tribù di Pentola nera e, sotto suggerimento di Nube che corre, si fingono collaboratori dei soldati per poi spiarli e riferire agli indiani i loro movimenti. Così Sully diventa una guida nei luoghi selvaggi abitati dagli indiani, mentre Michaela cura i soldati e dà loro un alloggio alla clinica. Durante il primo attacco, gli indiani tendono un'imboscata ai soldati e il capitano rimane ferito, così il Sergente Carver, primo in linea di successione, prende il comando della truppa. Nel frattempo Colleen copia durante un compito in classe indetto in tutta la nazione e che dovrebbe valere una gita a Washington. Brian se ne accorge e, quando la sorella vince il premio, la convince che non avrebbe dovuto usare quell'espediente.
Carver, convinto di dovere dimostrare a ogni costo l'onore dei suoi uomini, decide di attaccare la tribù di Pentola nera. Michaela corre ad avvisare gli Cheyenne la notte prima dell'assalto, ma è troppo tardi per fuggire; così, mentre Sully guida i soldati verso uno scontro all'ultimo sangue, gli indiani sono pronti a difendersi. La seconda battaglia lascia molti morti e feriti sul campo da entrambe le parti. Sully corre a chiamare Michaela per curare i soldati e gli indiani ancora vivi, così lei coglie l'occasione per rivelare al sergente Carver che conosceva il luogo dell'attacco perché aveva origliato la sua conversazione col capitano per poi riferire ogni cosa. Il sergente allora decide di arrestarla. Colleen impara molto dall'atteggiamento di Michaela e decide di confessare a Dorothy che ha barato durante il test. Sully, invece, convince Carver ad andare alla riserva a parlare con gli indiani, cosa che porta il sergente a ravvedersi su di loro e a capire che anch'essi lottano per la propria terra da valorosi. Tornato in città, Carver libera Michaela e disobbedisce a un ordine del capitano, rifiutandosi di combattere di nuovo contro gli indiani. Dato che alla Corte Marziale verrebbe condannato a morte, Michaela finge di doverlo operare e poi ne simula la morte con un infuso. Il capitano e gli altri soldati ne celebrano il funerale senza onori, ma Carver poche ore dopo si risveglia e scappa nella notte, aiutato da Sully, Michaela e Robert E.

## La mano fortunata
- Titolo originale: Luck of the Draw
- Diretto da: Jerry London
- Scritto da: Kathryn Ford

### Trama
Alla ricerca disperata di denaro per costruire la casa per sé e Ingrid, Matthew comincia a giocare d'azzardo. È Julius Hoffman, un giocatore di poker da poco giunto in città, a indirizzarlo e a insegnargli i trucchi del mestiere. Michaela e Sully sono molto contrariati, così come Ingrid: tutti vorrebbero che Matt si guadagnasse i soldi, non che li rischiasse al gioco. Il Reverendo sembra turbato dalla presenza di Julius e ha degli scambi di vedute con lui, tanto da far intendere al Dr. Mike che i due si conoscessero. Man mano che vince, Matthew si fa anche dei nemici e viene picchiato duramente e derubato dopo una notte passata a giocare. Quando viene indetto un torneo di poker al saloon, Matt viene finanziato da tutto il paese per giocare e vincere. Contrariata, Ingrid lo lascia e gli restituisce l'anello di fidanzamento che era appartenuto alla nonna di Michaela. Il Reverendo confessa a Michaela di condividere un passato da giocatore con Julius e le fa capire che è un uomo che non si ferma davanti a niente, nemmeno al furto.
Intanto Brian lavora duramente per guadagnarsi i soldi per comprare l'aquila acquistata dal Signor Bray. Il bambino vorrebbe liberarla dalla sua gabbia, ma l'uccello sembra non volerne sapere di ricominciare a volare, dopo tutti gli anni vissuti rinchiuso.
Durante la partita di poker del torneo, Matt punta tutti i suoi soldi contro Hoffman e, in mancanza di fondi, si gioca anche l'anello del Dr. Mike. La sfortuna vuole che Julius abbia un poker di re mentre lui si ritrova con un poker di Jack. Dopo la partita, però, il Reverendo affronta il giocatore per farsi restituire i soldi che aveva rubato a Matthew, mentre Sully ricompra l'anello di Michaela e glielo ridà, spiegandole che Matt se l'era giocato. Matthew decide di donare tutti i soldi recuperati alla chiesa, avendo capito il suo errore. Michaela lo perdona e gli ridà l'anello, convincendolo a recuperare anche la fiducia di Ingrid. Brian riesce finalmente a liberare la sua aquila, che riconquista la libertà.

## Ferite di guerra
- Titolo originale: Life and Death
- Diretto da: Harry Harris
- Scritto da: Toni Perling

### Trama
Il figlio di Dorothy, Tom, è un veterano di guerra che arriva in città asserendo di provare dolore per una vecchia ferita alla gamba. Dopo un'iniziale iniezione di morfina, il dr. Mike si rende conto che non è il caso di insistere con quel farmaco, e gli fornisce, al suo posto, un infuso indiano. In completa crisi di astinenza, Tom irrompe mascherato alla fattoria del Dr. Mike cercando la morfina: afferra Colleen in malo modo, tappandole la bocca, e le chiede dove sia la borsa di Michaela. Impaurita dal rumore, il Dr. Mike prende il fucile e, quando Tom estrae la pistola sparando contro Matthew, lo colpisce alla gamba. Prestando fede al suo giuramento, Michaela si avvicina a lui per curarlo e si rende conto che si tratta di Tom.
Colleen è traumatizzata dall'incidente e non vuole più uscire di casa; invece Dorothy, da sempre amica di Michaela, la incolpa per non aver saputo curare suo figlio. Il dottor Mike non riesce a salvare la gamba di Tom, e lui continua a chiedere della morfina, poiché ormai ne è completamente dipendente. Michaela spiega a Dorothy che non vuole dargli più morfina perché crede che soffra di "morfinismo", una malattia da poco scoperta, e sostiene che il farmaco che dovrebbe curare il dolore in realtà, in dosi massicce, diventa una droga letale.
Dorothy non vuole credere che Tom sia dipendente da morfina e, troppo coinvolta nel dolore del figlio, implora Michaela di continuare a somministrargliela. Tuttavia la donna si deve ricredere quando Tom ha una crisi di astinenza in sua presenza e le dice cose terribili. Allora autorizza Michaela a tentare una cura per disintossicarlo.
Intanto il dottore, insieme a Sully, si occupa anche della figlia, ancora traumatizzata dall'incidente. Solo quando Tom comincia a stare meglio e torna a lavorare dal Signor Bray, i due riescono a chiarirsi: l'ex-soldato le chiede perdono e Colleen riesce a scongiurare le sue paure che accada di nuovo qualcosa.
Tom sembra aver ripreso a vivere normalmente, ma un giorno Loren si sveglia e scopre che ha rubato tutti i soldi suoi e di Dorothy ed è scomparso. Dorothy ne è distrutta, ma in questo grande dolore si riavvicina a Michaela comprendendo finalmente che aveva ragione e che la sua amicizia le è mancata.

## Il cerchio
- Titolo originale: The First Circle
- Diretto da: Chuck Bowman
- Scritto da: Toni Graphia

### Trama
Robert E. compra una casa quando Jedediah Bancroft, l'uomo che rappresenta la banca che detiene anche l'ipoteca sulla clinica del dottor Mike, torna in città per un'asta. Quando si rende conto che è stata una coppia di colore ad aggiudicarsi la casa, Bancroft giura che i due non ci abiteranno mai e coinvolge gli abitanti di Colorado Springs in quello che sembra un banale ritrovo fra uomini, ma che si rivela essere una cellula del neonato Ku Klux Klan. Tutti partecipano alla prima riunioni, anche Matthew, incuriosito dalle tuniche e dalla parlantina di Bancroft; ma quando il ragazzo si rende conto che l'oggetto delle persecuzioni è Robert E., l'uomo che ha osato sfidare Bancroft, si tira subito fuori dal gruppo e aiuta l'amico quando viene picchiato.
Robert E. non vuole rinunciare alla casa, così come Grace, e i due ingaggiano una lotta contro Jake, Hank e Loren, che iniziano a prenderli di mira come non hanno mai fatto prima, solo perché vogliono vivere in città. Sully e Michaela cercano di aiutare la coppia di colore, ma con scarsi risultati.
Un secondo "attentato" porta alla distruzione del caffè di Grace: Robert E., deciso a farsi giustizia, imbraccia il fucile a pallettoni e spara contro il gruppo di uomini armati, colpendo Loren. Quando Michaela va a curare il Signor Bray, Dorothy rimane sconvolta dal fatto che un uomo di colore abbia osato sparare contro uno bianco. Allora scrive un articolo non veritiero e razzista nei confronti di Robert E., mettendo tutta la città contro lui e Grace.
Più tardi, un gruppo di uomini di Bancroft vanno a sconvolgere Grace quando le tagliano tutti i capelli. Qualche sera dopo, durante una cena a casa del Dr. Mike, Bancroft arriva addirittura a bruciare una croce davanti a casa sua per minacciare Robert E.; durante la scena, però, rimane ustionato al braccio. Il giorno dopo, al saloon, Sully coglie l'occasione per dimostrare che era proprio lui l'uomo mascherato davanti a casa di Michaela; quando Jedediah minaccia lei e i ragazzi, Sully minaccia di ucciderlo se oserà fare loro del male.
Motivato da queste minacce, l'uomo fa rapire Robert E. e minaccia di ucciderlo impiccandolo; solo in questo momento anche Loren, Jake e Hank si rendono conto che Jedediah sta esagerando. Solo l'intervento tempestivo di Michaela, tuttavia, riesce a fermare il gruppo e a convincere gli uomini del paese di quanto sia assurda questa storia del razzismo contro un uomo con cui vivono da anni.
Salvato Robert E., lui e Grace riescono finalmente a entrare nella loro nuova casa.

## La maestra
- Titolo originale: Just One Lullaby
- Diretto da: Chuck Bowman
- Scritto da: Nancy Bond

### Trama
A Colorado Springs arriva la nuova insegnante, Louise Chambers. Si tratta di una vecchia conoscente del Reverendo, per la quale lui ha sempre avuto un debole. La donna diventa subito amica di Michaela, con la quale condivide l'amore per la cultura e la provenienza dall'Est, ma il dottore non sa che Louise punisce severamente gli alunni disobbedienti con punizioni corporali.
Molti ragazzi, temendo le reazioni delle famiglie, tacciono. Fra questi Lewis, il nipote di Horace, Steven, un amico di Brian, e Benjamin, un discolo ribelle. Quando Becky, la migliore amica di Colleen, arriva alla clinica con un segno rosso all'orecchio, le due ragazze confessano alle madri che la maestra ha preso Becky per l'orecchio, facendole male. Intanto Brian è molto scosso perché deve tenere i segreti dei propri amici, che non vogliono che si sappia che vengono picchiati dalla maestra; non dice la verità né a Michaela né a Sully, finché non si trova costretto a farlo.
Nel frattempo tra il Reverendo e la maestra riappaiono i vecchi sentimenti e lui le chiede nuovamente di sposarlo.
Michaela decide di riunire il comitato cittadino per discutere sui metodi d'insegnamento di Louise: alcuni genitori come lei detestano le punizioni corporali. Ma l'ignoranza e l'indifferenza portano la cittadinanza a votare a favore dei metodi di Miss Chambers. Il Reverendo ha comunque dei ripensamenti, mentre Jake si astiene dal voto uscendo dall'aula. In seguito confessa a Loren che da piccolo veniva picchiato duramente dalla madre e che non vuole che questo succeda anche ad altri bambini. Dopo aver scoperto che anche Brian è stato maltrattato da Louise, Michaela e Sully sono decisi ad affrontare la situazione, ma quando raggiungono la scuola scoprono che qualcuno ci ha già pensato: Louise è stata malmenata da Benjamin, stufo di subire le sue punizioni.
Mentre il ragazzo scappa di casa, Loren e gli altri cittadini si accorgono che Michaela aveva ragione; Louise viene curata al meglio e il Reverendo le chiede se userebbe tali metodi di insegnamento anche sui loro figli. La maestra si dichiara contraria all'idea di avere dei figli, poiché pensa che per entrambi possano bastare i bambini della scuola e della comunità. Pertanto il Reverendo ritira la sua proposta di matrimonio. A questo punto Louise capisce di non essere più la benvenuta a Colorado Springs e decide di andarsene. Durante una notte insonne, Michaela riesce a tranquillizzare Brian, facendosi promettere di rivelarle sempre se qualcuno dovesse fargli del male. Poi gli canta una ninna nanna per farlo addormentare.

## Rapimento (prima parte)
- Titolo originale: The Abduction: Part 1
- Diretto da: Jerry London
- Scritto da: Beth Sullivan

### Trama
Michaela scorta due soldati che portano viveri e rifornimenti alla riserva, non sapendo che gli Cheyenne stanno nascondendo un gruppo di Cani Sciolti, gli indiani rinnegati. I guerrieri colgono l'occasione per uccidere i due uomini di Custer e fare sparire i loro corpi. Michaela è sconvolta, ma Sully e Nube che Corre la implorano di non dire a nessuno la verità.
Intanto, in città, Brian si innamora di una cavallina vinta al gioco da Hank; l'uomo, tuttavia, non vuole saperne di venderla a Matthew, che vorrebbe comprarla per il compleanno del fratellino. Così Matthew propone al proprietario del saloon di fare lavorare Brian per lui, in modo che possa pagarsi la cavalla con le proprie forze.
Custer arriva in paese con un manipolo di soldati, proprio mentre iniziano una serie di attacchi da parte degli indiani: prima la diligenza, imboscata durante la quale si salva solo il Reverendo, procurandosi anche una ferita a un braccio; poi i Cani Sciolti arrivano anche in città e lanciano torce incendiarie contro gli edifici.
Michaela, messa alle strette, confessa a Custer ciò che è successo realmente alla riserva, ma gli nasconde la presenza di Sully insieme a lei; il generale decide di iniziare l'ennesima campagna contro gli indiani, ignorando completamente che ci sono anche Cheyenne pacifici, come gli uomini del villaggio di Nube che corre.
Intanto anche il figlio di Nube si unisce ai Cani Sciolti, pronto a combattere contro i bianchi; in questo modo, però, litiga con suo padre e si allontana dalla tribù, dichiarando il suo odio per Sully e Michaela e la volontà di ucciderli se li vedrà di nuovo.
Custer suggerisce agli abitanti di Colorado Springs di non lasciare la città per nessun motivo, ma Michaela è obbligata a farlo quando deve andare a prendere una vedova con una gamba rotta. Sully l'accompagna in calesse e i due si ritrovano nell'ennesima imboscata indiana: i Cani Sciolti li attaccano e riescono a rapire Michaela, consapevoli che è stata proprio lei a svelare all'esercito che sono stati loro a uccidere i due soldati. Il capo dei rinnegati, "Un Occhio", porta via Michaela e fa in modo che Sully non riesca a seguirli. L'uomo, disperato, giura che la troverà.

## Rapimento (seconda parte)
- Titolo originale: The Abduction: Part 2
- Diretto da: Jerry London
- Scritto da: Beth Sullivan

### Trama
Sully corre in città e avvisa i ragazzi del rapimento di Michaela; preso il cavallo più veloce di Robert E., si mette sulle tracce della donna da solo, dato che Custer non vuole rischiare la vita dei suoi uomini.
Mentre Sully è fuori città, Brian e i ragazzi continuano la loro vita cercando di non pensare alla madre rapita; così il bambino lavora ancora al saloon con Hank e fa di tutto per guadagnarsi la sua cavallina, che si trova nel recinto di Robert E. che le sta curando la ferita alla zampa. Custer, intanto, cattura un gruppo di donne, anziani e bambini nel villaggio degli Cheyenne. Fra di loro c'è anche Nube che corre.
Quando Sully riesce a raggiungere i Cani Sciolti, il loro capo "Un Occhio" gli grida che libererà Michaela solo se Custer lascerà andare gli Indiani. Così Sully fa da portavoce e spiega al generale le richieste del capo indiano; ovviamente lui dimostra la sua leggendaria testardaggine e conferma di non volere scendere a patti con i rinnegati, anzi farà erigere un patibolo e impiccherà tutti i prigionieri se il Dr. Mike non tornerà entro due giorni. Così Sully e Lupo, il suo cane, si rimettono sulle tracce della donna; intanto il Reverendo si è ripreso dopo l'attacco alla diligenza e, capito che il suo rancore non era giusto, cerca di convincere Custer a lasciare andare gli innocenti. In città, come sempre, l'unico a mostrare pietà per gli indiani sembra essere Horace, mentre Jake, Loren e Hank sono convinti che gli indiani vadano eliminati affinché non mettano in pericolo le loro vite.
Michaela cura uno degli uomini di "Un Occhio", ferito da un colpo di pistola; tuttavia, quando devono scappare in fretta, l'uomo viene abbandonato e ucciso dal suo capo. La donna fa capire al figlio di Nube che non avrebbe mai tradito suo padre se avesse saputo che alla riserva nascondevano i rinnegati, così si riguadagna la sua fiducia. Quando "Un Occhio" vuole abusare di lei, il figlio di Nube la salva e la fa fuggire, convinto che in questo modo salverà la vita a tutti i prigionieri al villaggio. Nonostante ciò, il ragazzo viene ucciso e Michaela subito ricatturata.
Sully, seguendo il suo istinto, trova Michaela e la porta in salvo dopo aver lottato con "Un Occhio"; i due si nascondono per un po' fra le montagne ma Michaela non può camminare, dato che gli indiani l'hanno fatta muovere scalza sulla roccia. Felice che Sully l'abbia trovata a salvata, la donna si lascia andare ed entrambi cedono al reciproco sentimento.
Intanto a Colorado Springs, la cavallina di Brian sta meglio e così Hank decide di venderla a un cliente del saloon; Brian è disperato, così Loren - che da sempre ha un debole per il bambino - mette Hank di fronte ai suoi doveri e gli fa capire che il patto va rispettato anche se si tratta di un bambino.
Quando vengono raggiunti dai Cani Sciolti, Sully e Michaela si rifugiano sopra un dirupo e si trovano con la strada sbarrata; l'unica via di salvezza è gettarsi nel fiume da una grande altezza. Dopo aver lottato nuovamente con "Un Occhio", Sully lo fa cadere dalle rocce e il capo dei rinnegati muore. Dichiarato il loro amore, i due si gettano nel fiume e riescono a salvarsi.
Il giorno dell'esecuzione, Sully e Michaela raggiungono il paese a cavallo, ma Custer vorrebbe comunque giustiziare i prigionieri; Sully interviene e ricorda che aveva dato la sua parola, così il generale deve cedere e lascia andare Nube che Corre e gli altri indiani. Michaela comunica all'uomo che suo figlio è morto per salvarla e gli dona la sua collana.
Brian festeggia il suo compleanno e riceve un dono inaspettato: Hank, sotto la spinta di Loren che minaccia di alzare tutti i prezzi dell'emporio, porta la cavallina al bambino e rispetta gli accordi presi.

## Il sindaco
- Titolo originale: The Campaign
- Diretto da: Victor Lobl
- Scritto da: Joanne Parrant

### Trama
Quando in città si tiene l'ennesima riunione per decidere riguardo a fatti importanti del paese, il Reverendo propone di eleggere un sindaco. Loren vuole che sia Jake il candidato, mentre Horace, a sorpresa, propone Michaela. La donna sembra lusingata e accetta la sfida, nonostante a Colorado Springs non possa votare nessuno che non abbia delle proprietà. Così mentre Jake inizia una campagna praticamente imperdibile, Michaela deve cercare di convincere i cittadini a votare per lei. Matthew non è contento che lei si candidi, dato che trova che sia un po' troppo persino per la madre; Brian, Colleen, Grace e Dorothy, invece, sono grandi sostenitori della sua campagna. Sully cerca di farle capire che se per caso verrà eletta sarà tutto tempo che sottrarrà non solo al suo lavoro di medico, ma anche ai bambini e a lui, visto che ora ricomincerà il corteggiamento. Sully teme che Michaela cederà ai ricatti della politica e scorderà i suoi principi.
Intanto in città si fa vivo Dandy John O'Malley, un uomo famoso fra le donne dei saloon perché ha aggredito diverse ragazze; quando Hank obbliga Myra a servirlo, la donna riesce a evitarlo facendolo ubriacare. Michaela fa un giro con Dorothy in periferia, cercando possibili voti; intanto Myra si ritrova a servire John e questa volta non può tirarsi indietro. L'uomo, però, l'aggredisce proprio mentre al saloon c'è baccano a causa di una partita di poker. L'unico a sentire Myra gridare è Sully, che interviene e la porta in salvo, mentre John scappa. La donna è ferita a una gamba, ma Colleen riesce a curarla proprio quando sopraggiunge il Dr. Mike. La dottoressa si rende conto che non può essere sia medico che sindaco, ma i ragazzi insistono perché lei continui a gareggiare con Jake, anche perché i suoi punti principali del programma prevedono proprio il voto alle donne e la chiusura del saloon e la conseguente liberazione per Myra e le altre "donnacce".
Jake compete in modo poco leale e fa pubblicare un volantino in cui dichiara che Michaela "vive nel peccato", poiché Sully è stato visto più volte dormire a casa sua senza che i due fossero sposati. A questo punto la donna lo convince ad affrontarla in un dibattito pubblico. Questo, però, finisce col rivelarsi un'arma a doppio taglio, dato che Jake le fa esprimere pubblicamente le sue idee sull'alcool e Michaela dice che, se fosse per lei, lo proibirebbe.
Sully è molto fiero di lei perché non ha ceduto alla politica di corruzione e ha tenuto fede ai suoi ideali, dicendo la verità. Così vende parte delle sue proprietà alle donne di Colorado Springs, che così possono votare senza problemi. Temendo un'eventuale sconfitta, è Jake a proporre un patto a Michaela: se vincerà lui, darà il voto a tutte le donne; se vincerà lei, non dovrà chiudere il saloon. Michaela capisce che non ha scelta e, nonostante sia dispiaciuta per Myra, accetta il patto. Myra, però, decide che non lavorerà più per Hank e se ne va dal saloon, invitandolo a farla arrestare se non è d'accordo.
Alla fine è Jake a essere eletto, ma le donne hanno conquistato il diritto di voto; Sully fa capire a Michaela che sarebbe stato un ottimo sindaco.

## L'uomo della luna
- Titolo originale: The Man in the Moon
- Diretto da: Rachel Feldman
- Scritto da: Toni Graphia

### Trama
Myra sta portando via le sue cose dal saloon, ma Hank vorrebbe che lei restasse. Quando Myra conferma che se ne andrà, Hank le fa una scenata davanti a tutti e le lancia addosso tutti i suoi vestiti. La donna alloggia alla clinica e Michela le presta dei vestiti per diventare finalmente una donna normale. Intanto Sully e Michaela parlano del loro fidanzamento e la donna manifesta la volontà di avere un anello come simbolo del loro amore, mentre Sully è convinto che non sia importante, se due persone si amano davvero.
Alla festa di fidanzamento di Horace e Myra, Hank si presenta ubriaco e, con una pistola, minaccia di uccidere Myra; Sully interviene e lancia un ciocco di legno in testa all'uomo, facendolo svenire. Alla clinica Hank si rifiuta di farsi curare da Michaela, la quale teme che abbia una commozione cerebrale. Jake gli ritira la pistola facendo valere la sua autorità di sindaco, ma Hank continua a bere. Michaela lo va a trovare e i due hanno una discussione serrata, durante la quale Hank l'accusa di essere fredda e non provare emozioni e non sapere amare. La donna, profondamente offesa e al limite della sopportazione, gli ributta in faccia tutto ciò che pensa di lui e quanto sia infastidita dai suoi modi e dal fatto che lui la chiami per nome (Michaela) nonostante lei non gli abbia dato il permesso di farlo.
Il giorno dopo, le donne del saloon trovano Hank svenuto e privo di sensi: come sempre, il Dr. Mike aveva intuito che aveva una commozione, ma non è intervenuta in tempo. Hank entra in coma e l'unica a essere preoccupata per lui è proprio Myra che, nonostante tutto, vuole bene a Hank e lo considera la sua famiglia. Horace è scosso dall'attaccamento che la donna prova per l'uomo che l'ha sempre trattata come una sgualdrina e la obbliga a non vegliare al suo capezzale. Myra, ovviamente, non accetta le condizioni poste da Horace e i due litigano. Horace, allora, decide di rompere con lei. Intanto al saloon Loren e Jake organizzano una serata a scrocco e consumano l'alcool di Hank senza pagarlo.
Quando la gente di Colorado Springs si riunisce in chiesa, Myra si presenta alla messa e fa una ramanzina a tutti, sottolineando che nessuno vuole veramente bene a Hank e che sono degli ipocriti, mentre lui ha sempre detto ciò che pensa senza farsi problemi.
Colpiti dalle sue parole, tutti gli amici di Hank vanno a trovarlo alla clinica e parlano con lui; anche Horace si ravvede: quando riceve l'anello che ha ordinato per Myra, fa una prova con Michaela e prova il discorso per chiederle di nuovo di sposarlo. Michela, commossa, si mette a piangere per le belle parole dell'amico. Horace perdona Hank e getta via la pistola che aveva comprato per proteggere sé e Myra, poi dona l'anello alla sua amata e i due fanno pace.
A fine episodio, Michaela parla col cuore in mano al capezzale di Hank, spiegandogli che anche lei prova emozioni intense, ma la spaventano molto, soprattutto se riguardano gli uomini. Proprio mentre sta per uscire, Hank si risveglia e la chiama per nome.

## L'ombra del passato (prima parte)
- Titolo originale: Return Engagement: Part 1
- Diretto da: Gwen Arner
- Scritto da: Sara Davidson

### Trama
In città arriva un uomo, Andrew Strauss, che si rivolge a Sully e Michaela per visitare i luoghi intorno a Colorado Springs. L'uomo è un ex-soldato diventato ambientalista e sta scrivendo dei libri sugli animali e la natura. La donna è molto affascinata da Andrew, anche se non capisce bene come mai. Intanto Myra e Horace stanno preparando il loro matrimonio e la città è pronta ad aiutare: Dorothy decide di fornire a Myra il vestito che aveva usato lei, mentre Colleen penserà ai fiori e Grace al cibo. Nube che Corre spiega al Dr. Mike che, anche se il suo rapporto con Sully va bene, arriverà una malattia che li dividerà e più tardi un viaggio e una morte. Più tardi, Nube parte per andare a cercare il significato degli ultimi avvenimenti, inclusa la morte di suo figlio.
Michaela parla del suo fidanzamento con David ai ragazzi e spiega che il testimone dello sposo dovrebbe fare un discorso; rivela che David aveva citato una poesia di Robert Burns e la recita davanti agli amici.
Andrew va in giro con Sully come guida e osservano anche il comportamento degli animali maschi quando devono conquistare una femmina; successivamente Sully inizia ad avere degli strani dolori di testa e annebbiamenti alla vista, però non lo dice al Dr. Mike. Andrew lo vede toccarsi il viso e rivela a Michaela che potrebbe avere un'emicrania; la donna si chiede come faccia a saperlo, non essendo un medico in grado di capire i sintomi, ma lui elude la domanda e risponde che un amico aveva avuto la stessa cosa. Michaela va a cercare Sully nella foresta e veglia su di lui; quando niente sembra funzionare, i due decidono di seguire i consigli di Nube e preparano una tenda per sudare, nella quale Sully ha un sogno mistico. Vede Nube che Corre che lo porta in un prato dove incontra Michaela e i due si abbracciano; ma quando la donna si allontana da lui, Sully si risveglia e la chiama a gran voce. Il Dr. Mike entra nella tenda e Sully capisce che non vuole più stare senza di lei e le chiede di sposarlo. Michaela accetta e i due lo comunicano solo ai ragazzi, ai quali chiedono di tacere per non rovinare il momento di Horace e Myra. La donna fa mandare un telegramma a sua madre per darle la notizia, così Horace ne viene a conoscenza.
Al matrimonio viene invitato anche Andrew, che vorrebbe partire ma quando Sully gli chiede di rimanere non può dire di no. Alla cerimonia si presenta anche Hank, con gioia di Myra che gli è rimasta affezionata; durante il pranzo Horace, un po' alticcio, rivela che Sully e Michaela stanno per sposarsi, così tutta la cittadinanza apprende la novità. Andrew, colpito e amareggiato dalla notizia, si alza in piedi e fa un brindisi ai due citando i primi versi di quella poesia di Robert Burns che accomunava entrambi. È allora che Michaela capisce che quell'uomo non è Andrew, ma David.

## L'ombra del passato (seconda parte)
- Titolo originale: Return Engagement: Part 2
- Diretto da: Gwen Arner
- Scritto da: Sara Davidson

### Trama
Michaela e David parlano e lui le rivela cosa gli è successo: ferito e invalido, non riusciva a parlare e per mesi non ha potuto fare sapere che era vivo. Inoltre non voleva causarle sofferenza e influenzare la sua vita, visto che avrebbe dovuto occuparsi di uno storpio. Solo anni dopo, iniziato a stare meglio, aveva deciso di iniziare a girare per gli Stati Uniti per cercare di dimenticarla.
Michaela è molto scossa dalla rivelazione e non sa che Sully li ha seguiti e sa tutto; tornati a casa dopo la festa di nozze di Horace e Myra, i due parlano e Sully le chiede cosa abbia intenzione di fare. Michaela non sa come spiegare ai ragazzi che David è ancora vivo, poi si rende conto che al momento è fidanzata con due uomini. Non appena i cittadini vengono a sapere la notizia, tutti iniziano a schierarsi chi dalla parte di Sully, chi da quella di David. Più tardi Michaela invita l'uomo a cena e i ragazzi non sono per niente entusiasti della sua presenza; Sully arriva a casa e fra i due si scatena una lite perché Sully accusa David di essersi infiltrato da loro per spiarli e di non avere onore. Quando stanno per venire alle mani Matthew li divide, poi David chiede a Michaela se deve partire e lei gli chiede di non farlo. Sully, deluso, se ne va subito dopo averle detto che il loro fidanzamento è rotto.
La donna confessa i suoi dubbi a Dorothy e le fa capire di amare profondamente Sully, che la conosce come nessun altro, ma David è un uomo con cui ha tutto in comune e con cui può parlare di ogni cosa. Quando i ragazzi si esibiscono col coro, Sully va a parlare con Michaela e le fa capire che deve lasciarsi David alle spalle, come lui ha fatto con Abigail. Secondo lui si sono costruiti qualcosa di reale insieme e lei rischia di perderlo, se cerca di inseguire un passato che non c'è più.
Intanto in città partono gli scherzi ai neo-sposini e Horace e Myra non riescono a consumare il loro matrimonio, anche perché lui è particolarmente nervoso all'idea di dormire con la moglie e poterla deludere.
Più tardi Grace viene colpita da alcune schegge di vetro quando esplode un vaso mentre sta cucinando; Michaela si fa aiutare da David per intervenire e salvarle l'occhio e la vista. Sully e David parlano e si chiariscono, comprendendo che entrambi amano intensamente la stessa donna.
Sully comunica a Michaela che l'ama e vuole sposarla, ma ancora più importante vuole che sia felice: le chiede quindi di fare una scelta e prendere il tempo che le serve e, qualunque cosa decida, lui sarà sempre con lei. David porta Michaela nella foresta dove alcuni uomini stanno disboscando e distruggendo decine di alberi. Vorrebbe scrivere un articolo a un giornale per segnalare la cosa e denunciare il disboscamento. I due ricordano i discorsi che scrivevano ai tempi dell'abolizionismo e il loro fidanzamento, poi David la bacia. Una volta a casa, i ragazzi dicono alla madre che Sully ha chiesto loro di essere imparziali e di dare anche a David una chance: il Dr. Mike ne è molto colpita.
Intanto Horace e Myra lasciano da parte i timori e il nervosismo e riescono finalmente a dormire insieme.
Michaela parla con David. che le dice che deve partire per pubblicare l'articolo e che vorrebbe poi tornare per stare con lei; ma la donna non è convinta perché loro sono cambiati e ora lei ha tante responsabilità. Quando David le chiede se ami Sully più di lui, Michaela gli fa capire che è proprio così. L'uomo decide di partire una volta per tutte.
Il Dr. Mike va a cercare Sully, che si trova nel bosco a tagliare legna. Lo ringrazia per averle lasciato la libertà di scegliere e a questo punto gli fa lei la proposta e gli chiede se vuole sposarla. Sully si avvicina, prende le mani di lei tra le sue e risponde di sì. I due si baciano e si abbracciano felici.